# Bò British White
Bò British White (Bò trắng Anh) là một giống bò Anh có sừng ngắn tự nhiên, màu trắng với các đốm đen hoặc đỏ, được chăn nuôi chủ yếu với mục đích lấy thịt. Nó có một lịch sử có thể kiếm chứng xác nhận có niên đại từ thế kỷ XVII.

## Lịch sử
Bò British White (thường có tai đen hoặc đỏ) được cho là đã được đánh giá cao ở Anh và Ireland trong thời gian rất sớm, và đàn gia súc trắng được giữ như động vật trang trí và thể thao trong các công viên kín trong nhiều thế kỷ. Họ đã phát triển bò White Park sừng trắng, và góp phần vào việc tạo giống bò cụt sừng trắng Anh. Tuy nhiên, Bò British White không khác biệt về mặt di truyền với các giống chó khác của Anh như White Park, và do đó có một số nghi ngờ về nguồn gốc chính xác của chúng; các giống khác như Shorthorn có thể đã góp phần vào sự phát triển của chúng.
Những con bò này được cất giữ tại Công viên Tu viện Whalley, trong Rừng Bowland gần Clitheroe. Sau thời gian đó, phần lớn đàn được chuyển đến Norfolk, vào đầu thế kỷ XIX. Đàn này đã được bán hết qua việc phân chia thành nhiều lô nhỏ, phần lớn là quý tộc ở vùng nông thôn xung quanh, và hình thành cơ sở của giống bò trắng Anh. Vào đầu thế kỷ XX, những con bò này đã giảm xuống còn khoảng 130 cá thể động vật đã đăng ký, chủ yếu ở các hạt phía đông nước Anh. Đến cuối thế kỷ XX đã phát triển hơn 1.500 cá thể được đăng ký ở Anh và có lẽ 2.500 ở Mỹ, cũng như nhiều ở các nơi khác trên thế giới như Úc, nơi giống đầu tiên được bà A Horden nhập khẩu vào 1958. Tổ chức Các giống hiếm còn tồn tại của Anh liệt kê giống bò này là một giống "thiểu số".